# Кампо-де-Картахена
Кампо-де-Картахена (исп. Campo de Cartagena)  — район (комарка) в провинции Мурсия автономного сообщества Мурсия на юго-востоке в Испании. Главный город — Картахена, в котором расположена важнейшая военно-морская база военно-морских сил Испании на Средиземном море. На восточной окончечности комарки находится солёная лагуна Мар-Менор.
Во время Первой Испанской Республики 12 июля 1873 года была сделана попытка основать кантон на территории Картахены. Мятеж назван кантонской революцией и в последующие дни он распространился на многие другие регионы. После восстания в городе Картахена, которое длилось несколько месяцев, он был атакован войсками, посланными Николасом Салмероном для восстановления порядка.

## Муниципалитеты
- Картахена
- Торре-Пачеко
- Сан-Педро-дель-Пинатар
- Сан-Хавьер
- Ла-Унион
  - Портман
- Лос-Алькасарес
- Фуэнте-Аламо